# ビル風

ビル風抑制と美観を兼ねて設置されたステンレス製の巨大彫刻「モクモク・ワクワク・ヨコハマ・ヨーヨー」（横浜市西区みなとみらいグランモール公園）

ビル風（ビルかぜ）とは、規模の大きな建物の周辺で発生する風。都市における風害の原因になっている。

## ビル風の影響
ビル風が原因となっておきる風害には次のようなものがある。
- 歩行障害（歩行者の転倒など）[1]
- 生活障害（洗濯物の絡まりや飛散、窓の振動など）[1]
- 商業への影響（店舗前に陳列した商品の飛散やシャッターの変形など）[1]
- 交通への影響（バイクや自転車の転倒など）[1]
- 家屋への影響（屋根瓦のずれや飛散、庇や屋根への影響など）[1]
- 二次被害（飛散した屋根瓦による窓ガラスの破損など）[1]
- 高齢者・身体障害者への影響（強風による建物のバリアフリー斜路の利用困難など）[1]

## ビル風の種類
「ビル風」は下記のようなタイプに分類される。
剥離流
建物の壁面に沿って流れていた風が、建物の隅角部のところで建物から剥がれて流れ去っていく風。ビル風の主要因である。
吹き降ろし
建物に当たった風は建物の高さの60 - 70%付近で上下あるいは左右に分かれるが、そのうち下方向に向かう風をいう。建物が高層であるほど顕著となるが、風洞実験やコンピューターシミュレーションなどでは「吹き下ろし」の風速自体は小さく、むしろ建物に当たる風が建物風上側前面に作る高圧帯が周囲のビル風の原因になっている。
逆流
地面に達した吹き降ろしの風の一部が地面に沿って上空の風とは反対の方向に流れる風をいう。特に、高層建物の前面に低層建物があるような場合には逆流も強くなる。
谷間風
2つの建物が近接している場合にそれぞれの建物からの剥離流が重ね合わさって生じる風。
開口部風
ピロティー風とも。建物の下層部分にピロティーのような開口部が設けられている場合に、建物の前後に圧力差が生じることで吹き抜ける風。
街路風
市街地においてビルの壁面がダクトのようになって街路や路地に沿って吹こうとする風。
渦領域
建物の風下側では建物の左右で生じた渦が大きく巻いており渦領域（ウェイク）と呼ばれる。

## ビル風の対策
風向頻度の考慮
ビルの建設計画における建物の立地する場所の風の性状の考慮。
建築物形状の考慮
ビルによく吹く風向にある面の見付面積を狭くして角張っていない設計がとられる。また、ビルによく吹く風向にある面の幅広く低層部を設けたり庇で吹きおろしを防ぐ設計もとられる。
樹木やフェンスの設置
ビル風への対応には樹木やフェンスの設置による対策が広く採用されている。防風用樹木（防風植栽）は年間を通じて効果を発揮するよう常緑樹が採用されるが、強風の影響を受けるため生育不良となることもある。人工物の場合、大型のフェンスだけでなく小型のパネルやフェンスを複数設置することもある。

## 利用
2015年時点で風力発電に利用する為の研究が行われている。